# Nagy-Antillák

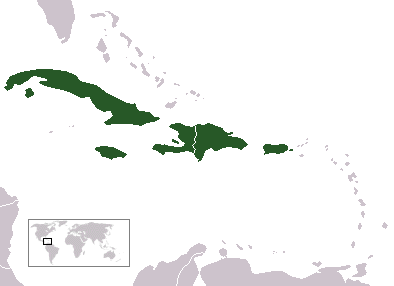
A Nagy-Antillák (zöld) elhelyezkedése a Karib-tengeren

A Nagy-Antillák a Karib-tenger nagyobb szigeteinek csoportja, amely Kuba, Hispaniola, Jamaica és Puerto Rico szigetekből áll.
A földrajzi közelség miatt még a Kajmán-szigeteket is ide szokták sorolni.
A Kis-Antillákkal együtt Latin-Amerika részei. 

## Földrajz
Négy nagyobb szigetet és számos kisebb szigetet foglalnak magukban. Földrajzi szempontból a Virgin-szigetek is a Nagy-Antillák részét alkotják, de politikailag és általában a Kis-Antillák részének tekintik őket.
A négy fő sziget együttesen a Karib-szigetek területének több mint 90%-át teszi ki. Kuba szigete a Nagy-Antillák, Latin-Amerika és a Karib-térség legnagyobb szigete. Méretben őt követi Hispaniola szigete. 
A két államra tagolódó Hispaniola szigete rendelkezik a legnagyobb hegyekkel, itt a legmagasabb csúcs a Pico Duarte 3098 m körüli tszf. magasságával.

### Klíma
A trópusi éghajlat jellemző, két évszakkal:
- száraz(abb) évszak (kb. decembertől júniusig),
- esős(ebb) évszak (kb. júniustól decemberig).

## Politikai felosztás
A Nagy-Antillák szigetein négy szuverén állam, egy társult állam és egy függő terület található. Ezek közül a Dominikai Köztársaság és Haiti egyaránt Hispaniola szigetén helyezkedik el.

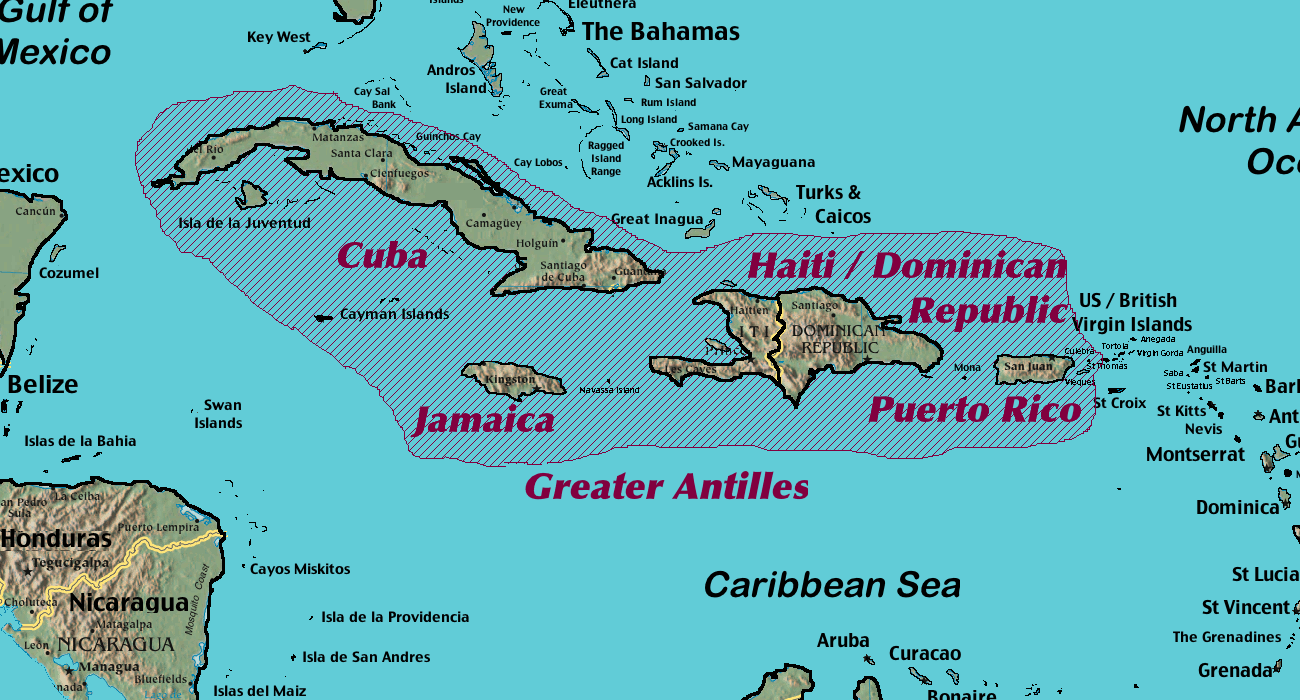
A Nagy-Antillák szigetei

| Ország, terület       | Terület (km²) | Népesség (2017) | Népsűrűség (fő/km²) | Főváros        | hivatalos nyelv      |
| --------------------- | ------------- | --------------- | ------------------- | -------------- | -------------------- |
| Kajmán-szigetek (UK)  | 264           | 58 441          | 207.9               | George Town    | angol                |
| Kuba                  | 110 860       | 11 147 407      | 102.4               | Havanna        | spanyol              |
| Dominikai Köztársaság | 48 442        | 10 734 247      | 183.7               | Santo Domingo  | spanyol              |
| Haiti                 | 27 750        | 10 646 714      | 292.7               | Port-au-Prince | haiti kreol, francia |
| Jamaica               | 10 991        | 2 990 561       | 248.6               | Kingston       | angol                |
| Puerto Rico (US)      | 9 104         | 3 351 827       | 430.2               | San Juan       | spanyol, angol       |
| Össz.                 | 207 411       | 38 929 197      | 169.05              |                |                      |